# Wołodymyr Marczuk
Wołodymyr Pawłowycz Marczuk (ukr. Володимир Павлович Марчук, ur. 27 sierpnia 1953 w Klusku) – ukraiński malarz, członek Narodowego Związku Artystów Ukrainy (1990), przewodniczący Wołyńskiej Regionalnej Organizacji Narodowego Związku Artystów Ukrainy (od 1994), Zasłużony Działacz Sztuk Ukrainy (2017), Odznaka „Zasłużony Działacz Kultury” (2012).

## Biografia
W 1980 r. ukończył Lwowski Instytut Sztuki Stosowanej i Dekoracyjnej (nauczyciele: Teofil Maksysko, Wołodymyr Owsijczuk, Wołodymyr Rybotycki). Od tego czasu do 1994 r. pracował w wołyńskich warsztatach artystycznych i produkcyjnych.
Przez długi czas był głównym organizatorem i kuratorem wystaw w Galerii Sztuki Wołyńskiej Organizacji Narodowego Związku Artystów Ukrainy. Współinicjator i współorganizator wspólnego wieloletniego ukraińsko-polskiego pleneru malarskiego ikon we wsi Zamłynie na granicy z obwodem wołyńskim. Podczas tego wydarzenia powstało pół tysiąca ikon, które były wystawiane 75 razy na Ukrainie i w Polsce.

## Twórczość
Od 1989 roku – uczestnik wystaw regionalnych i ogólnoukraińskich. Wystawy indywidualne – we Lwowie, Truskawcu (2010); Chełmie, Lublinie, Ciechanowie (2013).
Uprawia malarstwo sztalugowe i monumentalne. W jego dorobku znajdują się dzieła o głębokiej symbolice i barwie narodowej, w szczególności: pejzaże, martwe natury w stylu realistycznym, a także obrazy o tematyce sakralnej. Niektóre z nich są przechowywane w Wołyńskiej Galerii Sztuki (Łuck).